# بويفريند (فرقة)
بويفريند ((هانغل: 보이프렌드)) هي فرقة فتيان كورية جنوبية من ستة أعضاء ،تابعة لشركة ستارشيب إنترتينمنت، تشكلت في عام 2011. هم أول فرقة فتيان التي يوجد بها عضوين توأمين. الفرقة تتألف من Kim Donghyun, Shim Hyunseong, Lee Jeongmin, Jo Youngmin, Jo Kwangmin، وNo Minwoo. ظهروا لأول مرة في برنامج إم! كاونت داون عل قناة إمنت في 26 مايو، 2011 باسمهم «بويفريند».

## روابط خارجية
- بويفريند على موقع ميوزك برينز (الإنجليزية)
- بويفريند على موقع ميوزك برينز (الإنجليزية)
- بويفريند على موقع ديسكوغز (الإنجليزية)

- Starship Entertainment Profile